# Надпоручик

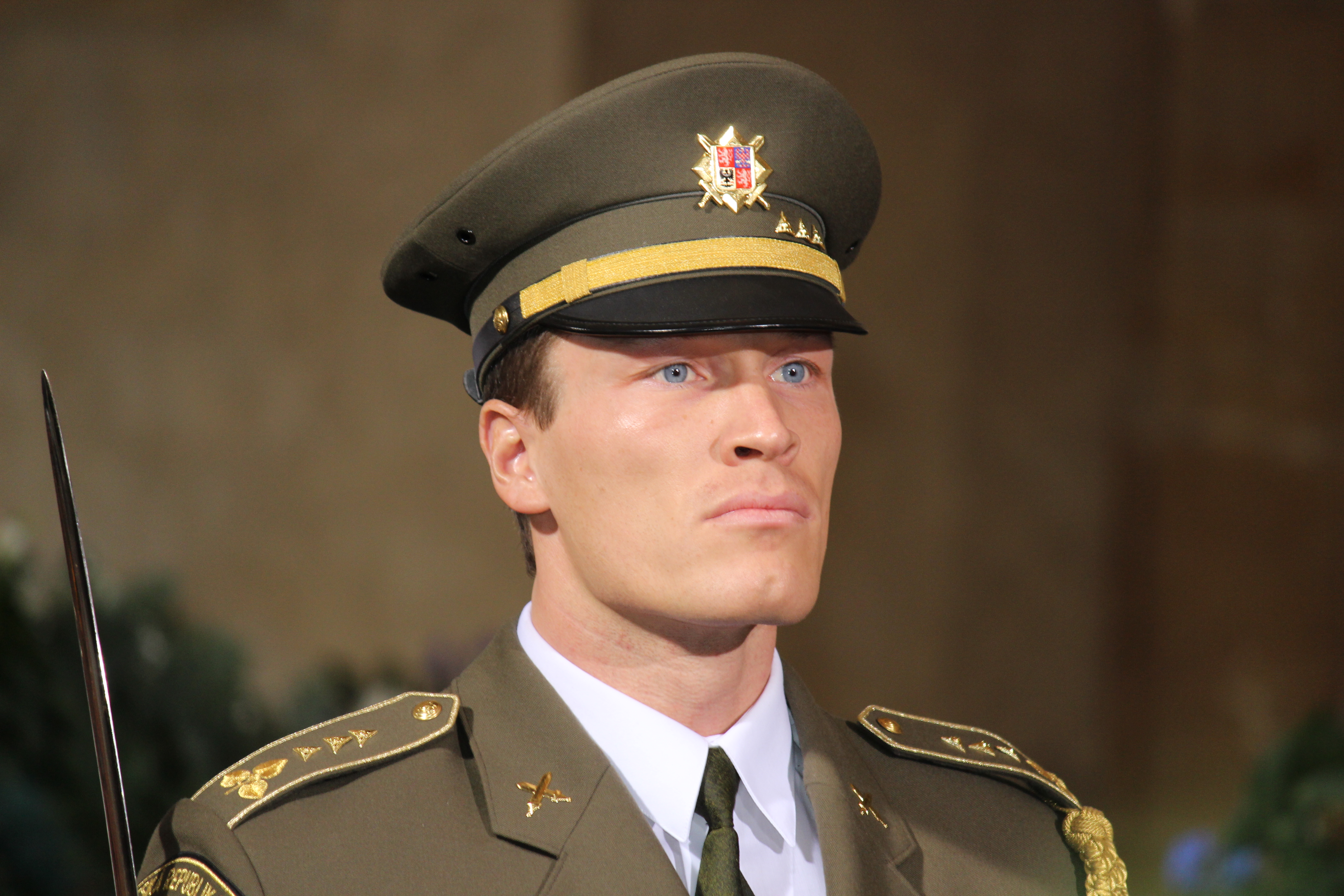
Надпоручик вооружённых сил Чехии

Надпоручик (чеш. Nadporučík, словац. Nadporučík) — чин (воинское звание) младшего офицерского состава, примерно соответствующее чину (званию) старшего лейтенанта.
Используется в армиях Чехословакии (впоследствии Чехии и Словакии), а также Словении и Хорватии, раньше использовалось как старшинское звание в Карпатской Сечи (1938—1939). Код НАТО надпоручика — OF-1.

## Знаки отличия в разных странах
|                          |                |                                              |          |          |
| Чехословакия (1960—1990) | Чехия (с 2011) | Независимое государство Хорватия (1941—1945) | Хорватия | Словения |

## Присвоение
- Отакар Ярош — первый иностранный Герой Советского Союза.